# Gantang, Fu'an
Gantang är en köping i sydöstra Kina. Den ligger i Fu'an i staden Ningde i provinsen Fujian, omkring 99 kilometer norr om provinshuvudstaden Fuzhou. 